# Klempau
Klempau ist eine Gemeinde im Kreis Herzogtum Lauenburg in Schleswig-Holstein.

## Geographie

### Geografische Lage
Das Gemeindegebiet von Klempau erstreckt sich südwestlich von Lübeck im südlichen Umlandbereich der Hansestadt zwischen dem Kannenbruch im Nordwesten und dem nördlichen Ratzeburger See im Osten. Das Gemeindegebiet reicht im Westen bis zum Lauf des Elbe-Lübeck-Kanals, im Osten bis zum Bachlauf der sogenannten Viehbek. Es liegt im südöstlichen Teil  des Naturraums Ostholsteinisches Hügel- und Seenland (Haupteinheit Nr. 702), einem Teilraum des Schleswig-Holsteinischen Hügellandes.

### Ortsteile
Das Gemeindegebiet von Klempau umfasst die Gemarkungen Klempau-Dorf und Klempau Vorwerk.

### Nachbargemeinden
| Krummesse   |                                             | Lübeck (Stadtteilt St. Jürgen) |
| Rondeshagen | Kompassrose, die auf Nachbargemeinden zeigt |                                |
| Berkenthin  |                                             | Groß Sarau                     |

## Geschichte
Das Dorf wurde 1194 im Isfriedschen Teilungsvertrag erstmals urkundlich erwähnt. Der örtliche Gutshof befand sich im Besitz der Familie von Krummesse. Seit 1889 gehört die Gemeinde zum Amtsbezirk bzw. Amt Berkenthin. Der Gutshof ging 1928 in der Gemeinde auf. Die 1952 gebaute Bismarcksiedlung und die 1956 gebaute Rosensiedlung nahmen Vertriebene aus den ehemaligen deutschen Ostgebieten auf.

## Politik

### Gemeindevertretung
Bei der Kommunalwahl am 14. Mai 2023 wurden insgesamt neun Sitze vergeben. Von diesen erhielt die CDU vier Sitze, die Active Wählergemeinschaft Klempau und die Allgemeine Wählergemeinschaft Klempau jeweils zwei Sitze und eine Einzelbewerberin erhielt einen Sitz.

### Wappen
Blasonierung: „Von Grün und Silber im Wellenschnitt leicht gesenkt geteilt. Oben ein goldenes Pfeileisen (Strahl) mit der Spitze zum rechten Obereck und ein natürlich tingierter Storch, unten zwei gekreuzte grüne Ähren.“